# Большая Берта (орудие)

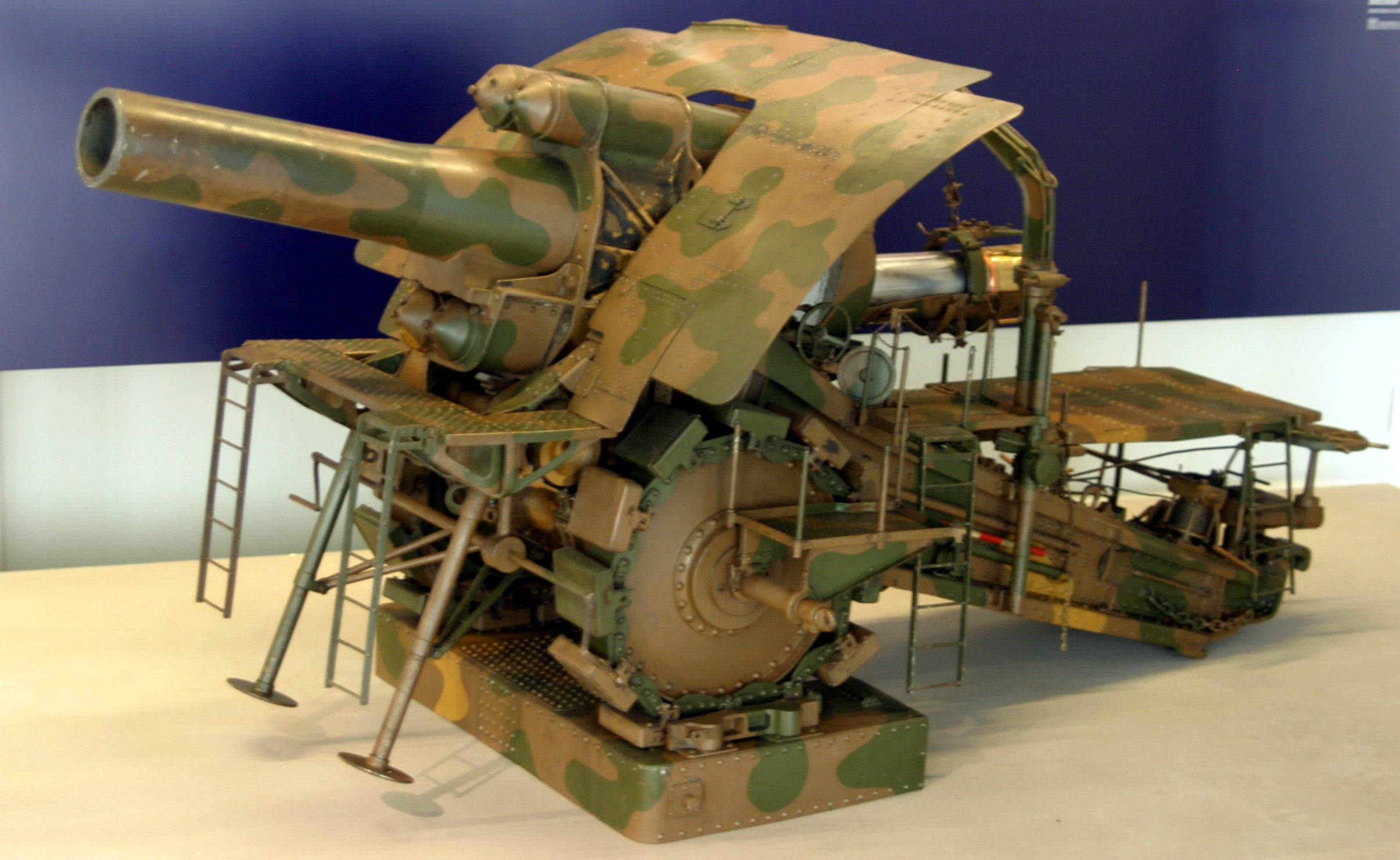
Масштабная модель M-Gerät, мобильной версии орудия, в парижском музее Musée de l’Armée

«Большая Берта» или «Толстушка Берта» (нем. Dicke Bertha) — немецкая 420-мм мортира.

## Разработка и применение
Разработана в 1904 году и построена на заводах Круппа в 1914 г. Изначально в целях секретности называлась в документации «короткая морская пушка 42-см» (М. Людвиг «Современные крепости» 1938)..
Основными создателями нового орудия были главный конструктор крупнейшего немецкого концерна «Крупп» профессор Фриц Раушенбергер и его предшественник на посту Дрегер. Они и назвали 420-мм пушку «Толстушка Берта» в честь внучки Альфреда Круппа, «пушечного короля», который и вывел фирму в лидеры. Берта Крупп к тому времени уже была официальной единоличной владелицей концерна.
Мортира предназначалась для разрушения особо прочных фортификационных сооружений и строилась в двух вариантах. Полустационарный вариант носил шифр «тип Гамма», а буксируемый обозначался «тип М». Орудия имели массу соответственно 140 и 42 тонны. Из 9 выпущенных мортир только 4 были буксируемые, но и облегчённый вариант при транспортировке паровыми тягачами приходилось разбирать на три части. На сборку агрегатов «типа М» уходило 12 часов.
Скорострельность «Берты» составляла 1 выстрел в 8 минут. Разные варианты орудия применяли разные виды боеприпасов. Тип М стрелял тяжёлыми снарядами массой 810 кг на дальность до 9300 метров. Тип Гамма стрелял лёгкими снарядами массой 960 кг на дальность 14100 метров, тяжёлыми снарядами массой 1160 кг на дальность до 12500 метров. Все три типа используемых снарядов обладали для того времени огромной разрушительной силой. Фугасный снаряд при взрыве образовывал воронку глубиной 4,25 метра и диаметром 10,5 метра. Осколочный имел 15 тыс. кусков смертоносного металла, сохранявших убойную силу на расстоянии до двух километров. Защитники крепостей считали самыми ужасными бронебойные снаряды, от которых не спасали двухметровые перекрытия из стали и бетона.
Однако характеристики «Большой Берты» стали известны разведке Российской империи в 1909 г. и с 1912 во многих российских крепостях начались работы по модернизации старых и строительству новых сооружений, рассчитанных на сопротивление одному попаданию 420-мм снаряда с толщиной перекрытий 3,3 м и стен до 5 м. (Яковлев «История крепостей»). Также после подтверждения от русских военных агентов успешного применения «Больших Берт» при штурме Льежа в несколько российских крепостей было направлено по 2 дальнобойных 254-мм морских орудия с батарей береговой обороны Кронштадта для борьбы с ними. Но эта мера успеха не принесла.
В годы Первой мировой войны немцы успешно применяли «Берты» при осаде хорошо укрепленных французских и бельгийских крепостей. Для того чтобы сломить волю к сопротивлению и вынудить к сдаче гарнизон форта в тысячу человек, требовались две мортиры, сутки времени и 360 снарядов. Союзники на Западном фронте называли 420-мм мортиры forts killers («убийцы фортов»). Вместе с тем, так как мощь «Берты» была широко распропагандирована среди немецких войск, а разрушительная способность буксируемого варианта была значительно меньше полустационарного, имели место случаи деморализации войск, когда укрепления после обстрела буксируемыми орудиями оказывали ожесточённое сопротивление.
Всего было построено 9 орудий, они участвовали во взятии Льежа в августе 1914 года и в битве за Верден зимой 1916 года, а также во взятии русских крепостей Новогеоргиевск и Ковно. Под крепость Осовец 3 февраля 1915 года привезли два орудия, одно из которых было повреждено огнём дальнобойной артиллерии русских (2 152 мм морских орудия Канэ)..
Распространенное утверждение о том, что в марте-августе 1918 года «Большая Берта» обстреливала Париж, не соответствует истине. Для обстрела Парижа было построено специальное сверхдальнобойное орудие «Колоссаль» («парижская пушка») калибра 210 мм с дальностью стрельбы до 120 км.

## В культуре
В телесериале «Гибель Империи» при осаде Ковенской крепости немцами проводится обстрел из «Большой Берты». В данном эпизоде «Большую Берту» «сыграла» советская 305-мм железнодорожная артиллерийская установка ТМ-3-12, кардинально отличающаяся от «Берты» по многим параметрам.
Существует ошибочное мнение, что «Берта» появляется в фильме Стивена Спилберга «Боевой конь». На самом деле, орудие, затаскиваемое  на возвышенность перед обстрелом Льежа является 21 cm Mrs.10 . 
В симуляторе-конструкторе Stormworks: Build and Rescue пушка "Берта" является одним из орудий, доступных для установки на постройку.
В фильме «Великий диктатор» Чарли Чаплин представил художественную имитацию пушки «Большая Берта».
В тексте Юлиана Тувима «Стихотворение, в котором автор вежливо, но твёрдо предлагает бесчисленным легионам ближних поцеловать его в зад» в первой же строке к этому действию приглашаются «поклонники Большой Берты» (пол. Absztyfikanci Grubej Berty).
Орудие упоминается в сериале «Хроники молодого Индианы Джонса» и одноимённой видеоигре. Орудие с названием Большая Берта есть в игре Total Annihilation.
«Большая Берта» упоминается в сериале «Доктор Живаго». В прифронтовом госпитале, где работает Юрий Андреевич, слышен грохот выстрелов этого орудия.
В журналистике термин «Большая Берта» утвердился как обозначающее значительного человека, значительное культурное явление, имеющее значительное влияние, значительные последствия.
В фильме «Шерлок Холмc. Игра теней»  также встречается Большая Берта.
В стратегии War Selection «Большая Берта» доступна для производства при переходе в первую промышленную революцию за Германию.
У немецкой Black/Death Metal группы Kanonefieber есть песня Dicke Bertha (Толстушка Берта).
События, связанные с использованием «Большой Берты» для обстрела Ленинграда, составляют ось сюжета детской приключенческой повести «Большая Берта» Бориса Раевского и Александра Софьина (сборник «По следам М.Р.», Л: Детская литература, 1968 г.).